# 1321 Majuba
Az 1321 Majuba (ideiglenes jelöléssel 1934 JH) a Naprendszer kisbolygóövében található aszteroida. Cyril Jackson fedezte fel 1934. május 7-én, Johannesburgban.